# Inari (Ort)

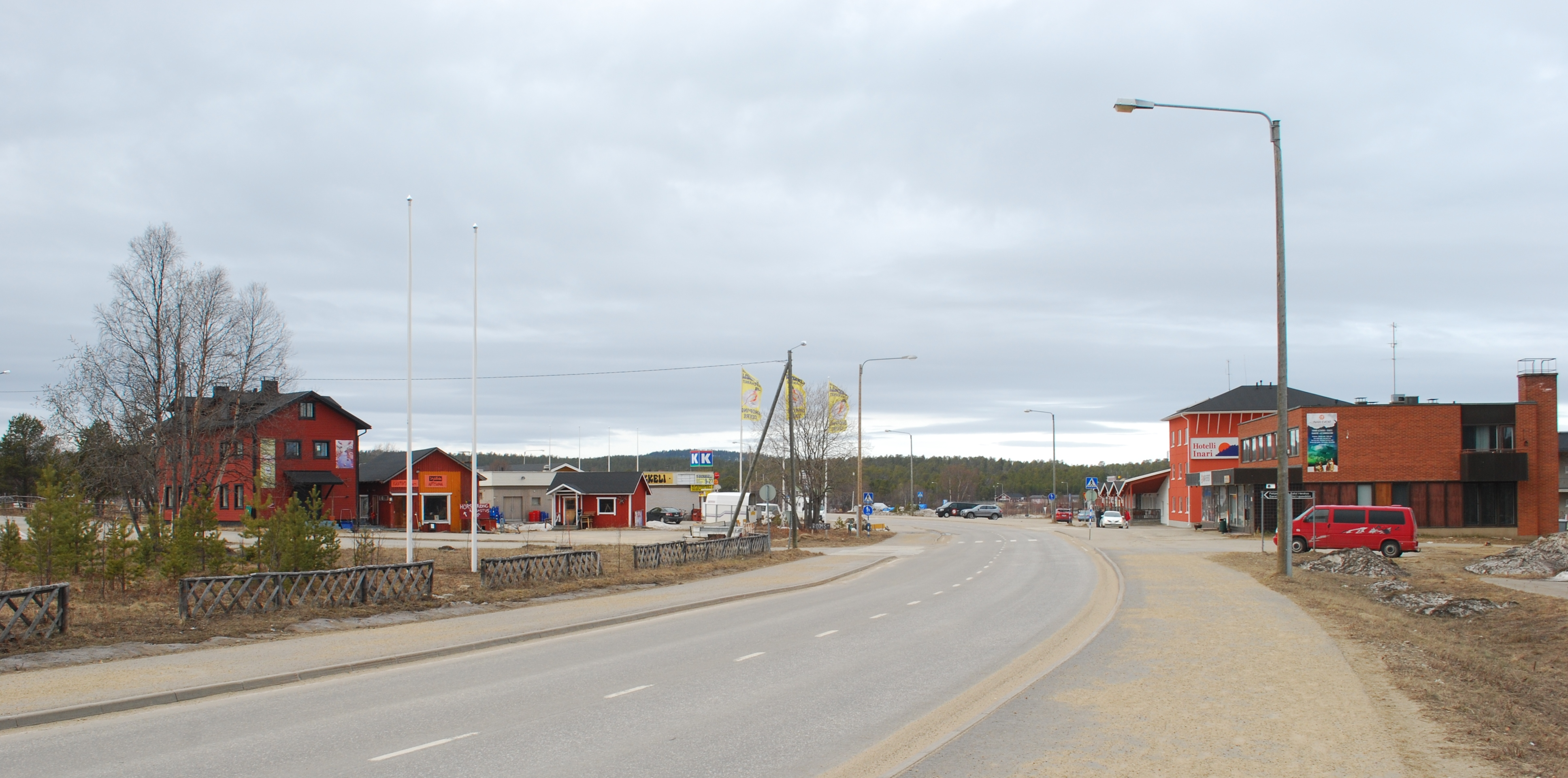
Straßenszene in Inari im Sommer 2014 …

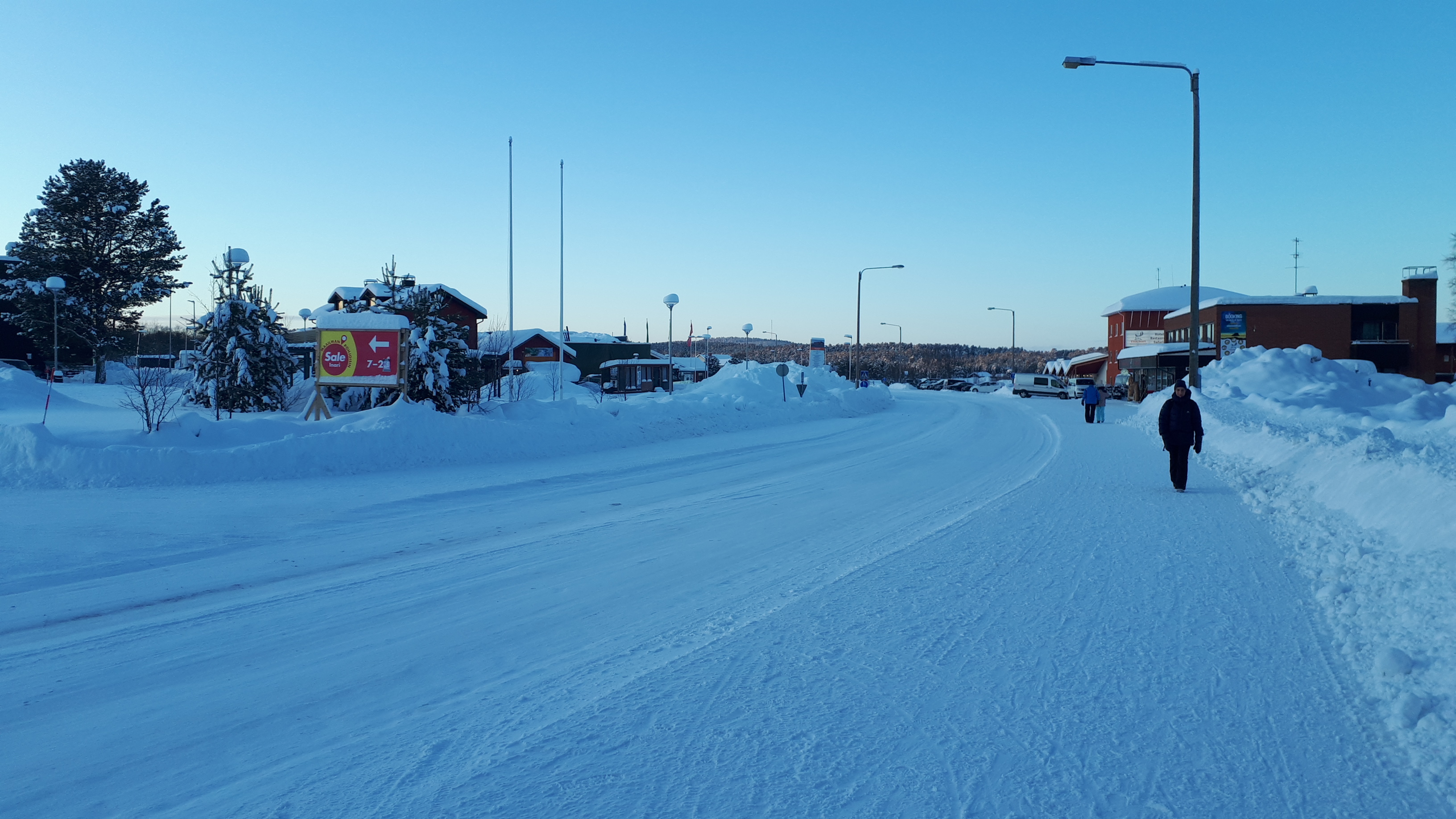
… und im Winter 2020

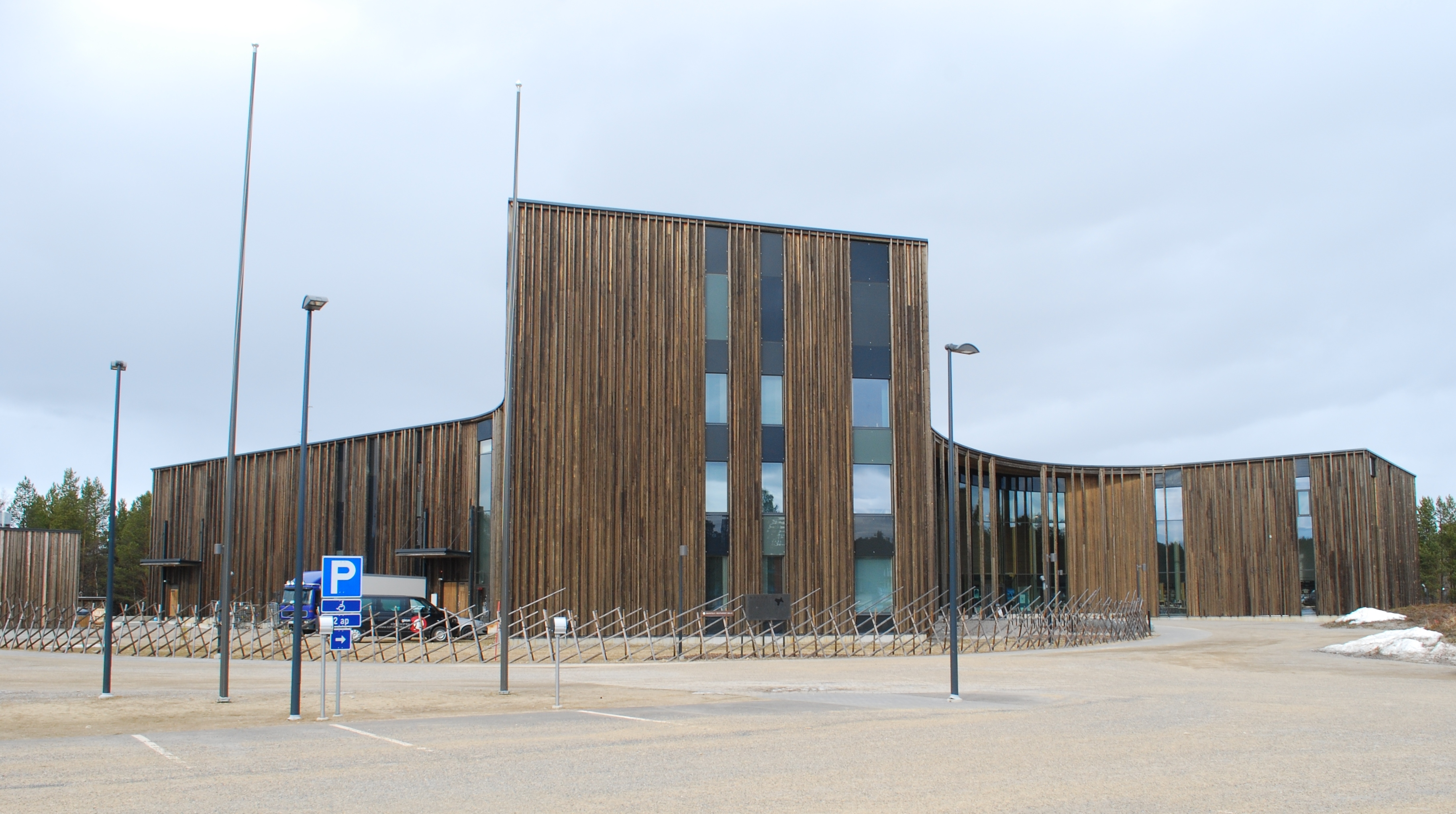
Inari, Kulturzentrum Sajos

Inari [ˈinɑri] (nordsamisch Anár, inarisamisch Aanaar, skoltsamisch Aanar, schwedisch Enare) ist ein Ort in der gleichnamigen Gemeinde in Finnisch-Lappland. Er hatte Stand 2005 459 Einwohner.
Das Dorf Inari liegt an der Mündung des Flusses Juutuanjoki in den Ukonselkä, einer Bucht am westlichen Ende des Inarijärvi-Sees. Historisch war Inari als Kirchdorf der Hauptort der gleichnamigen, flächenmäßig äußerst großen Gemeinde. Heute ist allerdings Ivalo der Verwaltungssitz und größte Teilort.
In Inari befindet sich seit 2012 das samische Kulturzentrum Sajos, in dem auch das Samething, die parlamentarische Vertretung der Samen Finnlands, seinen Sitz hat. Eine samische Kirche wurde in Inari 1951 errichtet. Dank seiner Lage am Inarijärvi ist Inari ein bedeutender Touristenort und als solcher auch Standort des Sami-Museums Siida.
Inari hat keine Bahnverbindung, ist aber das Ziel einer Bahnreise im deutschen Film Zugvögel … Einmal nach Inari (1998).